# Cogt tajdž
Cogt tajdž (mongolsky ᠴᠣᠭᠲᠤᠲᠠᠶᠢᠵᠢ Čoγtu tayiǰi, mongolsky Цогт тайж Cogt tajdž, v ruské distribuci rusky Степные витязи Stěpnyje viťazi, doslova Stepní vítězi) je mongolský film z roku 1945, historické drama zachycující události v Mongolsku (Chalše) 17. století.
Film vznikl ještě pod silným vlivem sovětských filmařů, jak je obvyklé pro rané mongolské filmy, režisérem první jednodílné verze byl Jurij Tarič, nicméně historická látka pro scénář byla zpracována Bjambynem Rinčenem (s Taričovou spoluprací) a navíc celý dvoudílný (se stopáží téměř tři hodiny) film patřil zdaleka k nejnáročnějším filmovým projektům do té doby v Mongolsku. Ve filmovém štábu se vesměs uplatnili mongolští tvůrci (skladatelé Damndinsüren a Mördordž, kameraman Dedžidín Džigdžid, herci též byly vesměs Mongolové, Cogta hrál Cagány Cegmid).
Děj filmu se odehrává v kulisách skutečných událostí, skutečná postava Cogt tajdže je kontroverzní národní hrdina. Cogt byl posledním z mongolských nojonů, kteří podporovali Ligden chána a zároveň poslední velký podporovatel buddhismu červených klobouků v Mongolsku. Rinčenův obraz Cogta je poté pojat jako obraz posledního držitele odkazu Čingischána, Cogtův protivník Güüši chán zradí mongolskou věc, spolčí se s cizími Mandžuy (a přivede samostatné Mongolsko do područí říše Čching) a dalajlámovýmy vyslanci. Dobový spor buddhismu červených (Cogt) a žlutých (dalailáma) klobouků posloužilo Rinčenovi jako vhodný protináboženský motiv, buddhismus čelil v komunistickém Mongolsku čelil silné perzekuci.